# Philippe de Champaigne
Philippe de Champaigne (n. 26 mai 1602, Brussel, Comunitatea Francofonă din Belgia⁠(d), Belgia – d. 12 august 1674, Paris, Regatul Franței) a fost un pictor francez din epoca barocului, un exponent major al școlii franceze. A fost membru fondator al Académie de peinture et de sculpture⁠(d) din Paris, prima instituție de artă din Franța în secolul al XVII-lea.

## Viața și opera
Născut într-o familie săracă din Bruxelles (Ducatul Brabantului, sudul Țărilor de Jos), în timpul domniei arhiducelui Albert și a Isabellei, Champaigne a fost elevul pictorului peisagist Jacques Fouquières⁠(d). În 1621 s-a mutat la Paris, unde a lucrat cu Nicolas Poussin la decorarea Palais du Luxembourg sub conducerea lui Nicolas Duchesne, cu a cărui fiică s-a căsătorit în cele din urmă. Potrivit lui Houbraken, Duchesne era supărat pe Champaigne pentru că a devenit mai popular decât era el la curte, acesta este motivul pentru care Champaigne s-a întors la Bruxelles pentru a locui cu fratele său.

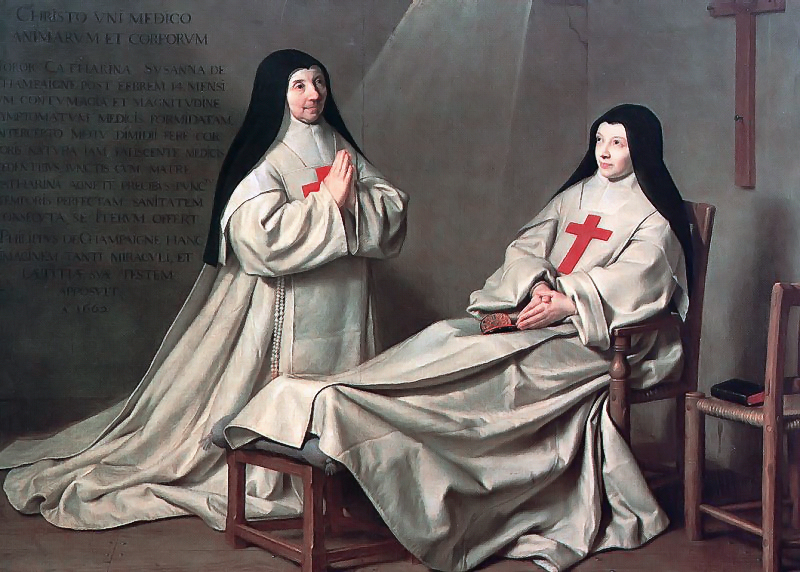
', Luvru

Abia după ce a primit vestea morții lui Duchesne s-a întors să se căsătorească cu fiica lui.  După moartea protectorului său, Duchesne, Champaigne a lucrat pentru Regina Mamă, Maria de Medici, pentru care a participat la decorarea Palais du Luxembourg . A realizat mai multe picturi pentru Catedrala Notre Dame din Paris, datând din 1638. De asemenea, a desenat mai multe cartoane pentru tapiserii. A devenit primul pictor al reginei cu o pensie de 1200 de lire sterline. De asemenea, a decorat Biserica Carmelită din Faubourg Saint-Jacques, una dintre bisericile preferate ale reginei-mamă.
Acest loc a fost distrus în timpul Revoluției Franceze, dar există mai multe picturi păstrate acum în muzee, care făceau parte din desenul original. Prezentarea în Templu se află la Dijon, Învierea lui Lazăr la Grenoble și Adormirea Maicii Domnului la Luvru.
A lucrat și pentru cardinalul Richelieu, pentru care a decorat Palais Cardinal, cupola Sorbonei și alte clădiri. Champaigne a fost singurul artist căruia i s-a permis să-l picteze pe Richelieu îmbrăcat în haine de cardinal, lucru pe care l-a realizat de unsprezece ori. A fost membru fondator al Académie de peinture et de sculpture⁠(d) în 1648. Mai târziu (din 1640 încoace), a intrat sub influența jansenismului. După ce fiica sa paralizată a fost vindecată în mod miraculos la mănăstirea de maici din Port-Royal⁠(d), a pictat celebrul, dar atipicul tablou Ex-Voto de 1662⁠(d), aflat acum la Luvru, care o reprezintă pe fiica artistului împreună cu maica-superioară Agnès Arnauld⁠(d).

### Carieră

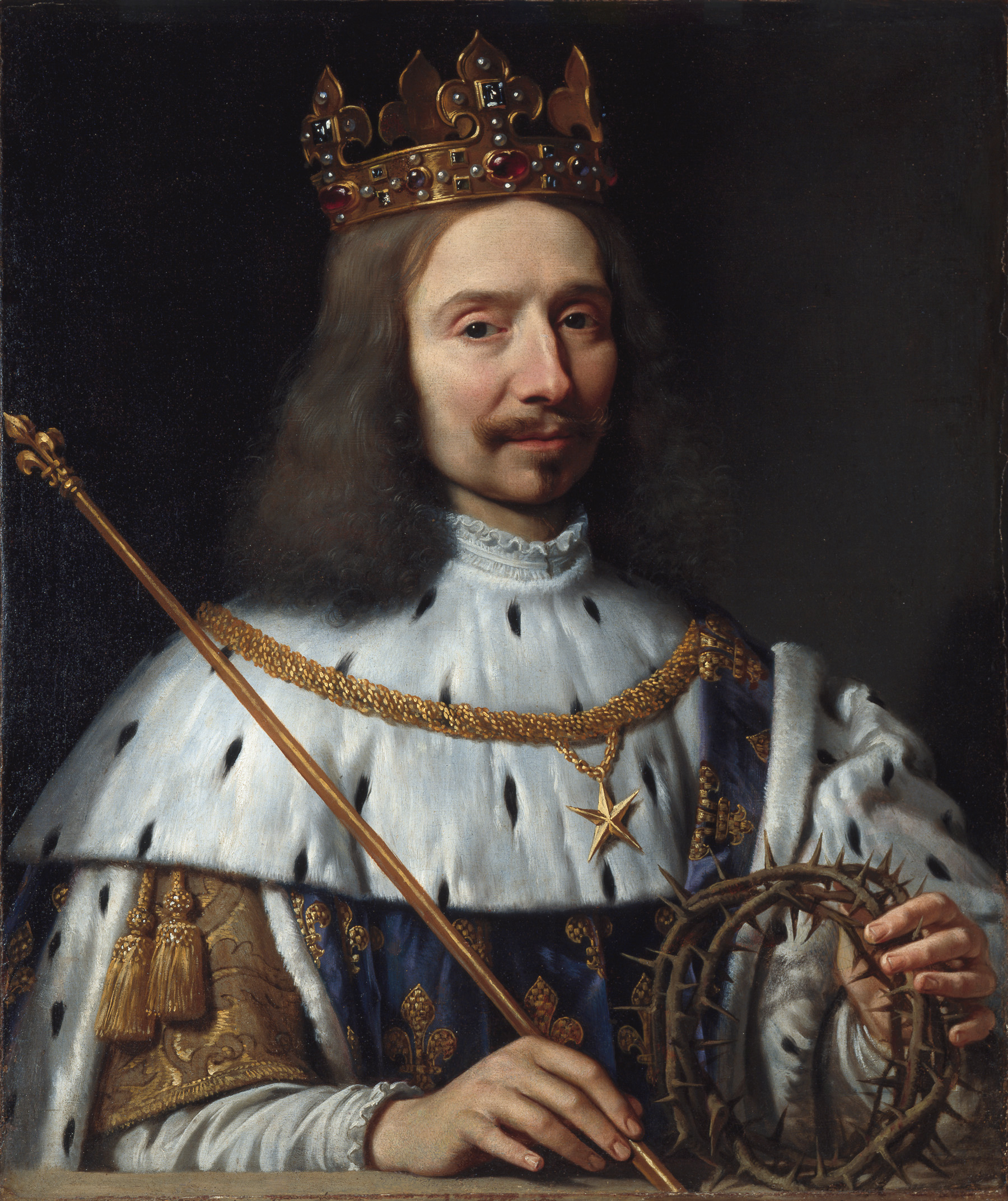
Poetul francez descris ca Saint Louis, c. 1640–1648

Champaigne a realizat un număr foarte mare de picturi, în principal lucrări religioase și portrete. Influențat de Rubens la începutul carierei, stilul său a devenit ulterior mai auster. Philippe de Champaigne rămâne un pictor excepțional datorită strălucirii culorilor din picturile sale și forței severe a compozițiilor sale.
El a portretizat întreaga curte franceză, înalta nobilime franceză, regalitatea, înalți membri ai bisericii și ai statului, parlamentari și arhitecți și alți oameni de seamă. Portretul poetului Vincent Voiture a fost creat în jurul anului 1649 ca frontispiciu pentru lucrările publicate de Voiture (publicate postum în 1650). Portretul este foarte neobișnuit, deoarece Champaigne l-a reelaborat ulterior ca portretul unei figuri religioase, Saint Louis (regele Ludovic al IX-lea), pentru a-i permite fiicei lui Voiture să-l țină cu ea când a intrat la mănăstire.
Reprezentându-le fețele, el a refuzat să arate o expresie tranzitorie, captând în schimb esența psihologică a persoanei.
Lucrările sale pot fi văzute în clădiri publice, colecții private, biserici precum Val-de-Grâce, Sorbona, Saint Severin⁠(d), Saint-Merri, Saint-Médard și în Bazilica Notre-Dame du Port din Clermont-Ferrand.
Champaigne a fost suficient de proeminent în vremea lui încât să fie menționat în Cyrano de Bergerac într-un vers de Ragueneau care face referire la Cyrano: „Cu adevărat, nu ar trebui să caut să-i găsesc portretul de mâna solemnă a lui Philippe de Champagne”.
Elevii săi au fost nepotul său Jean Baptiste de Champaigne⁠(d), William Faithorne⁠(d), Jean Morin și Nicolas de Plattemontagne⁠(d). În ultima sa perioadă, Champaigne a pictat în principal subiecte religioase și membri ai familiei. A murit la Paris în 1674.

## Galerie

Lucrări selectate
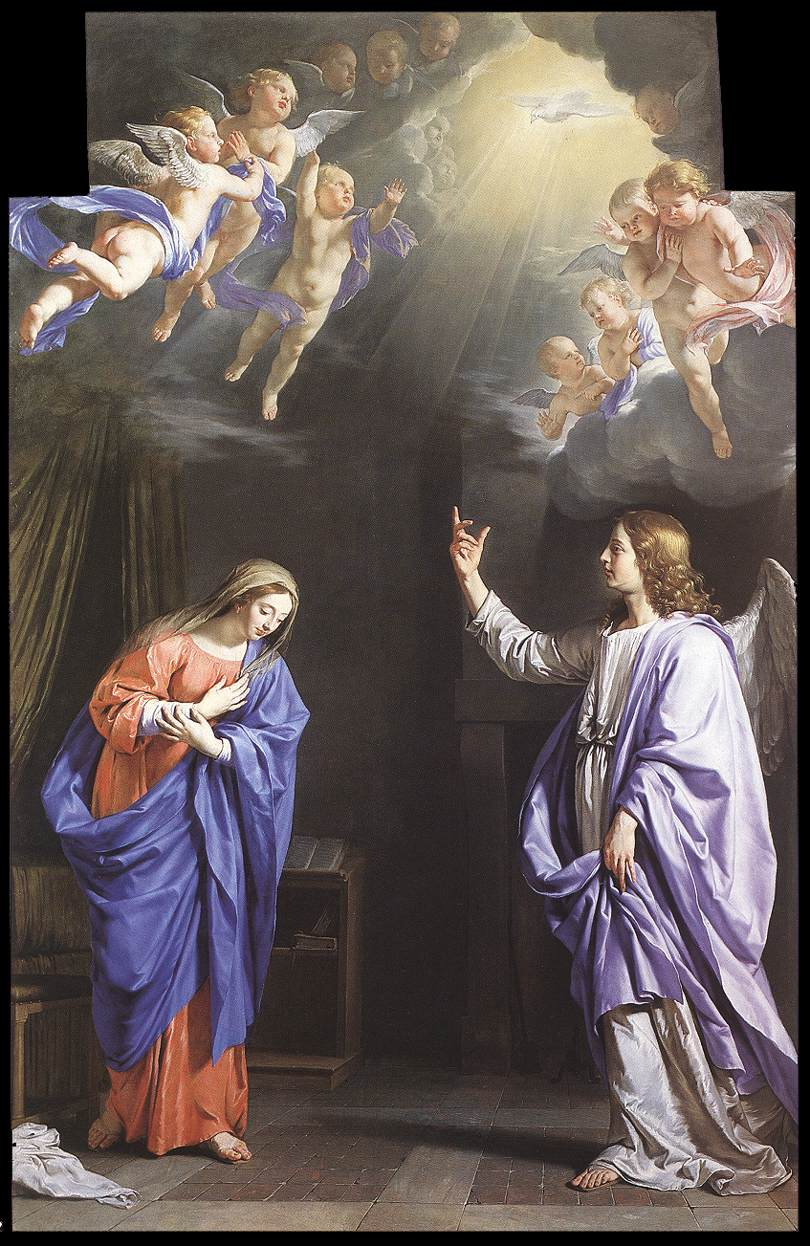
Buna Vestire, c. 1645, Colecția Wallace⁠(d)
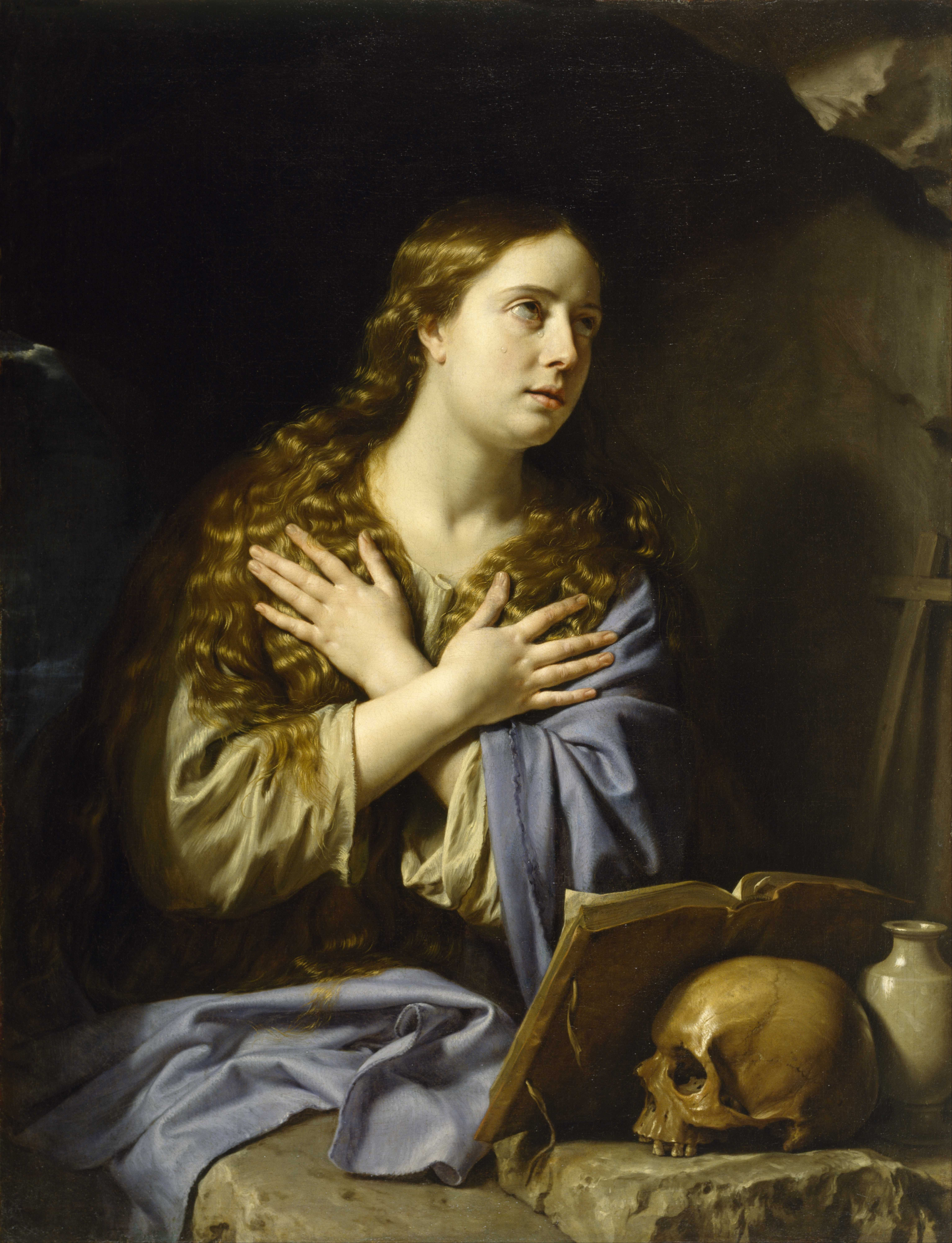
Magdalena pocăită, 1648
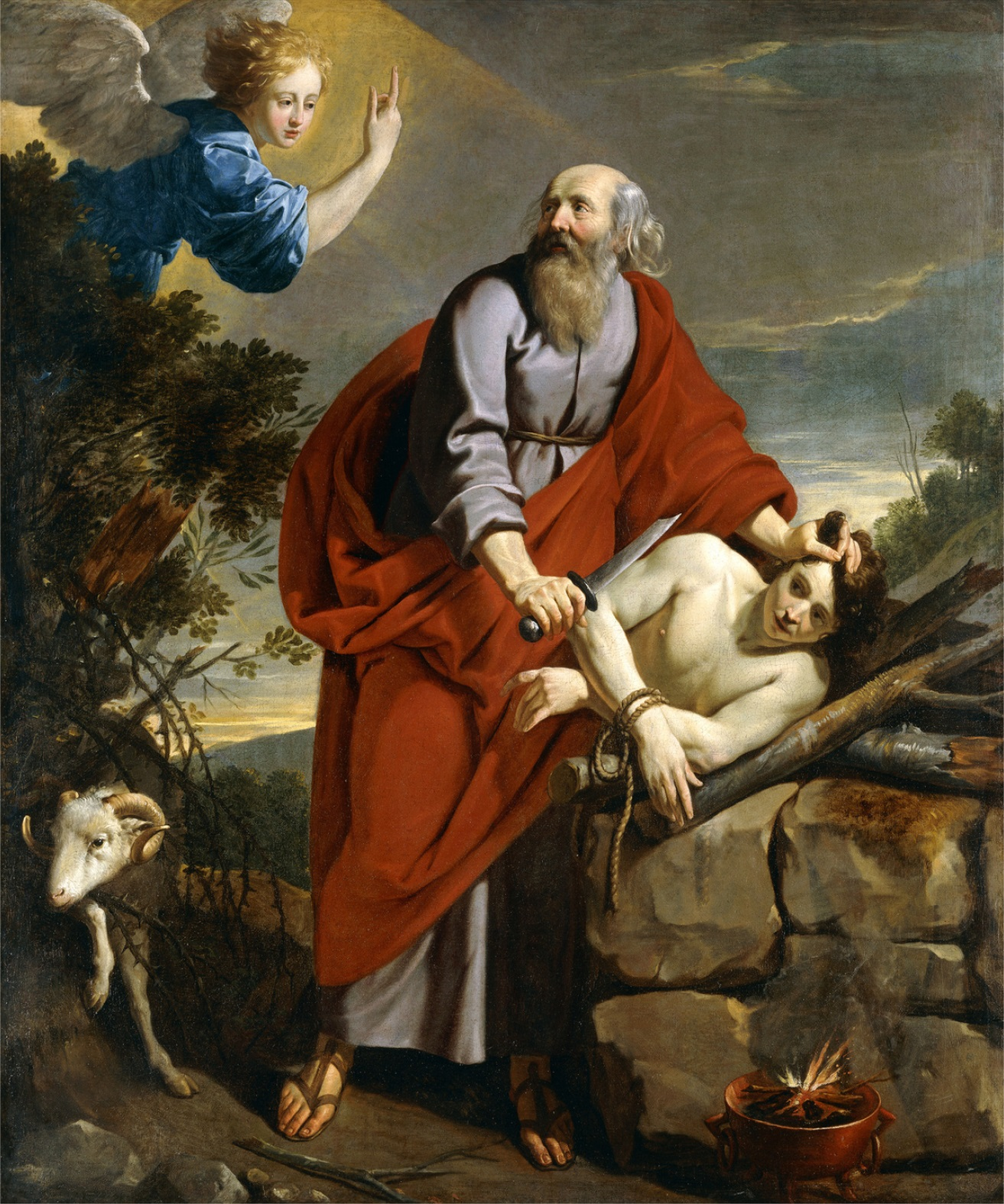
Sacrificiul lui Isaac
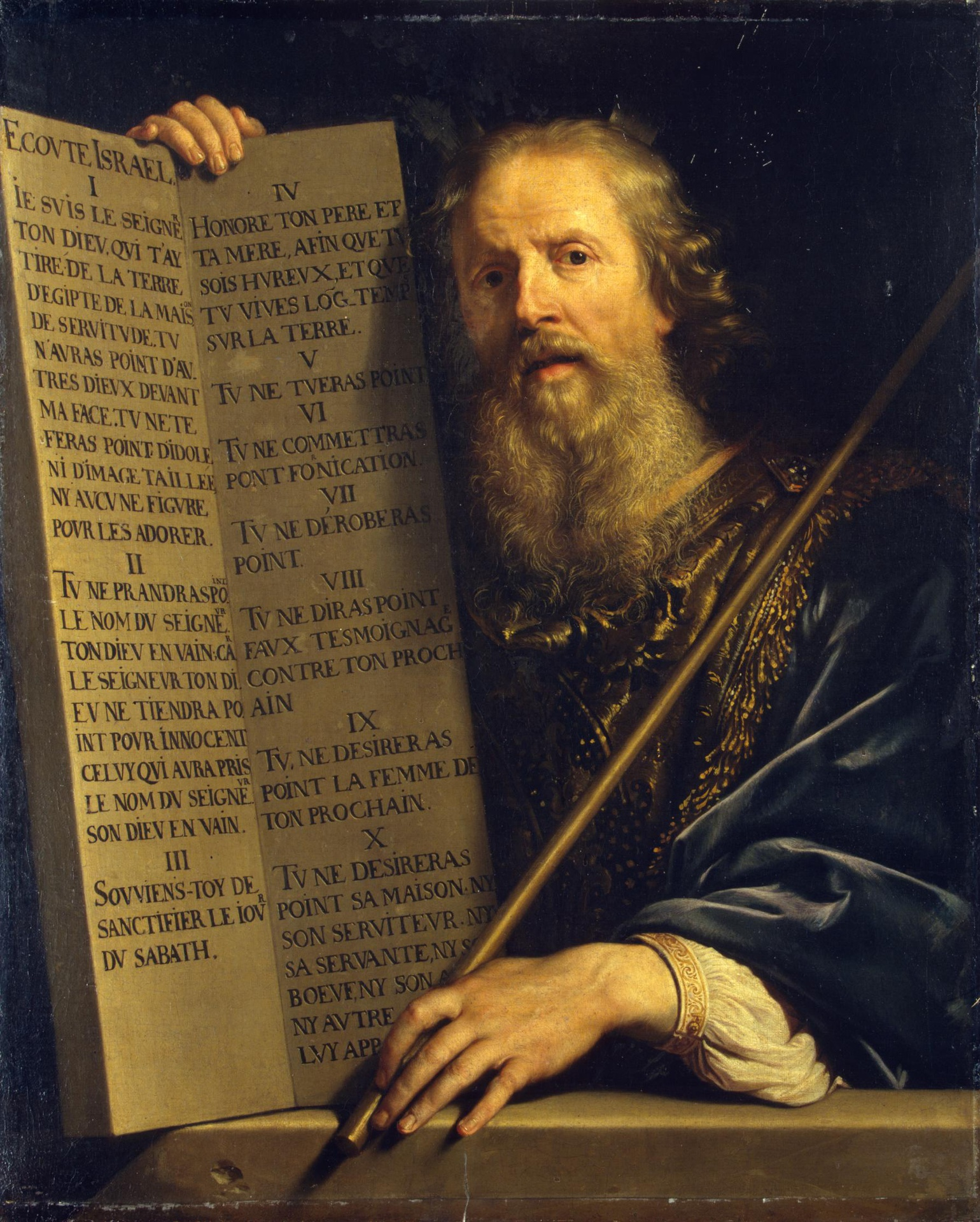
Moise cu cele zece porunci
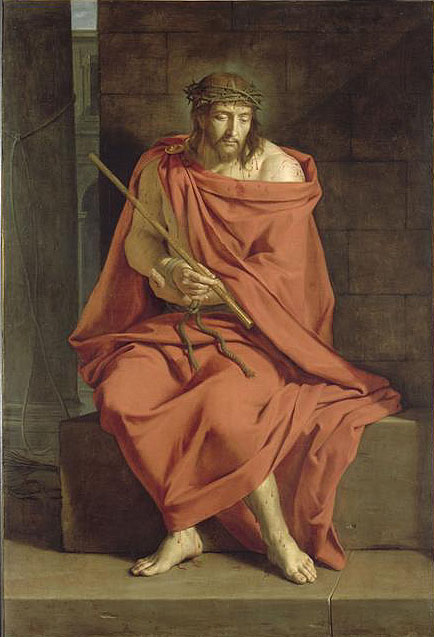
Ecce Homo
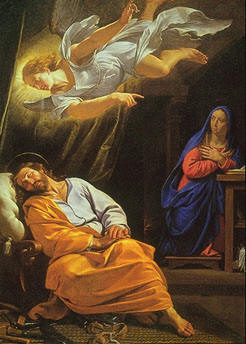
Visul Sfântului Iosif
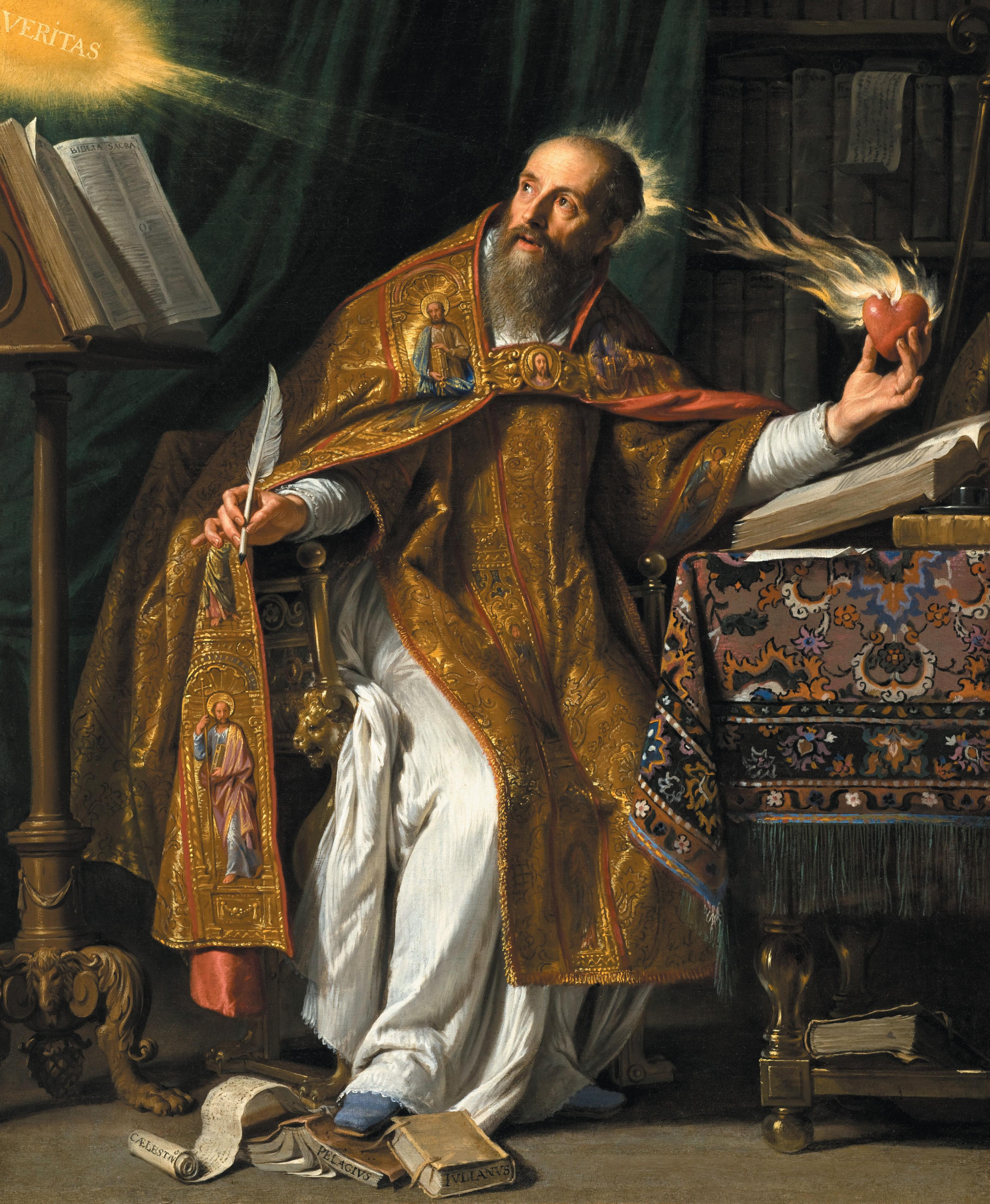
Sfântul Augustin, 1645–1650
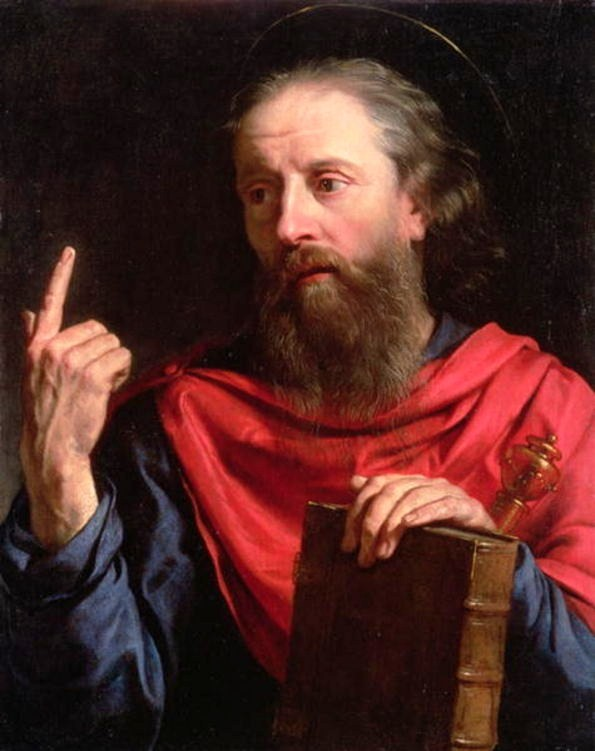
Sfântul Paul
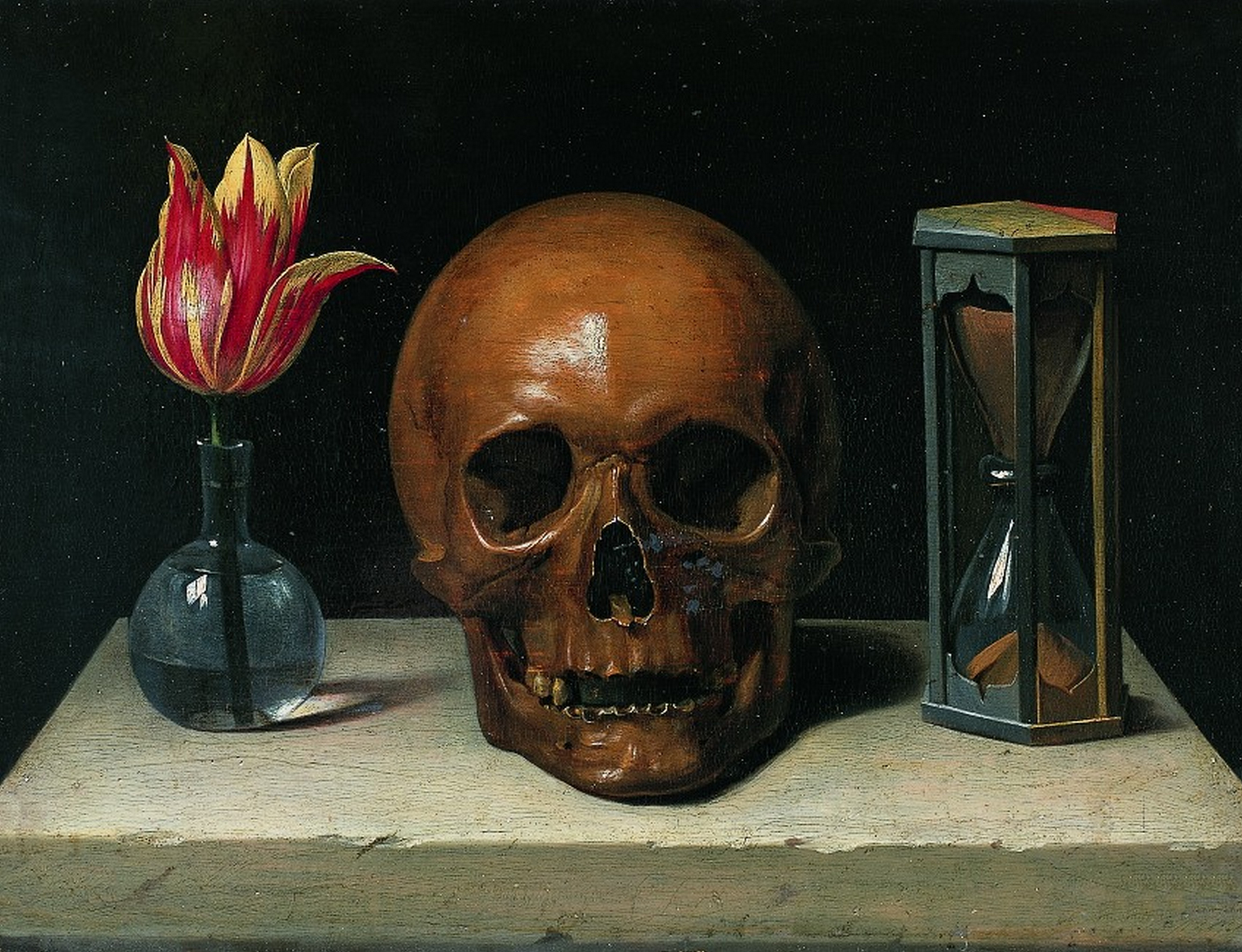
Philippe de Champaigne, Vanitas⁠(d) (c. 1671), Musée de Tessé, Le Mans

Portrete
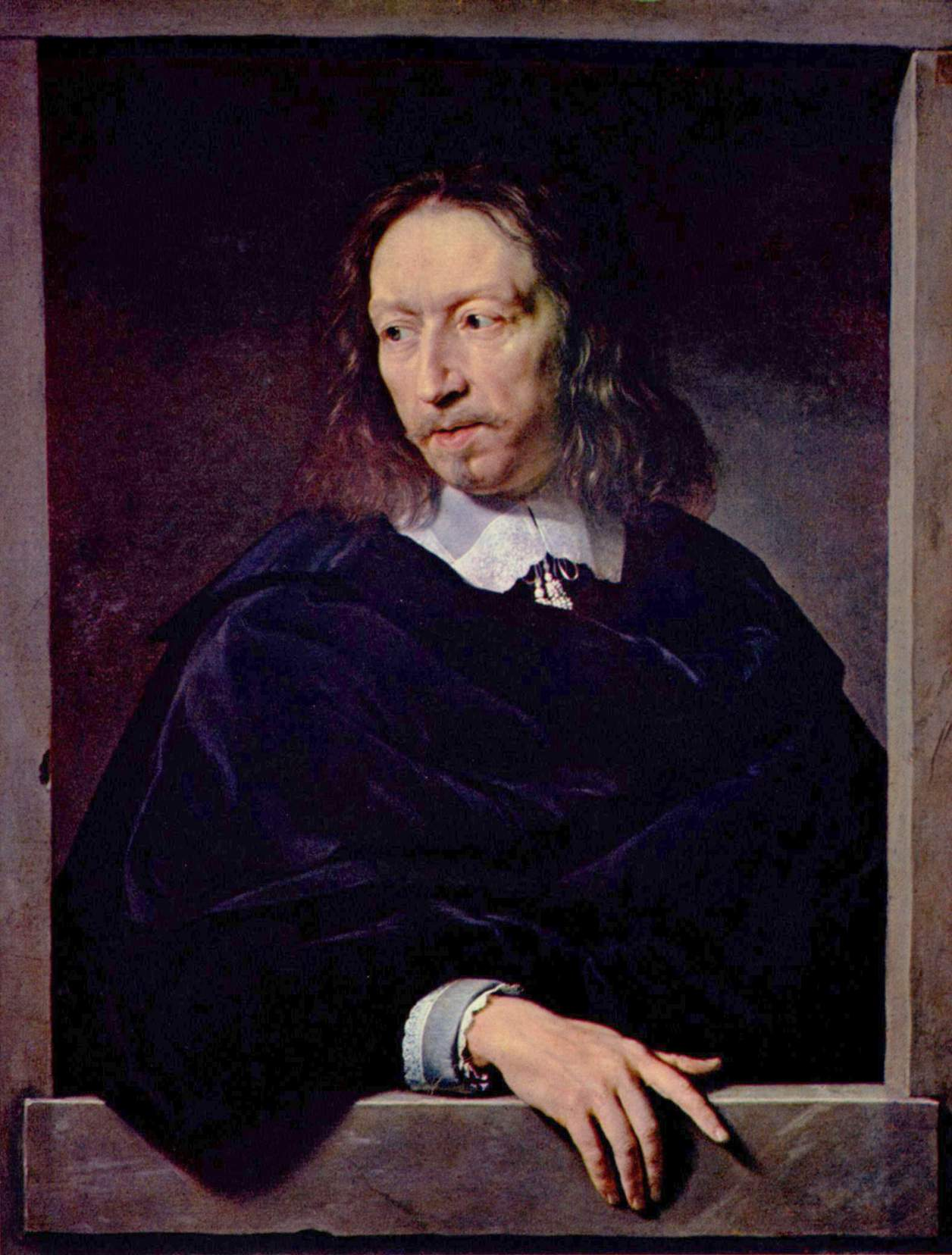
Portretul lui Arnauld d'Andilly, 1650, Luvru
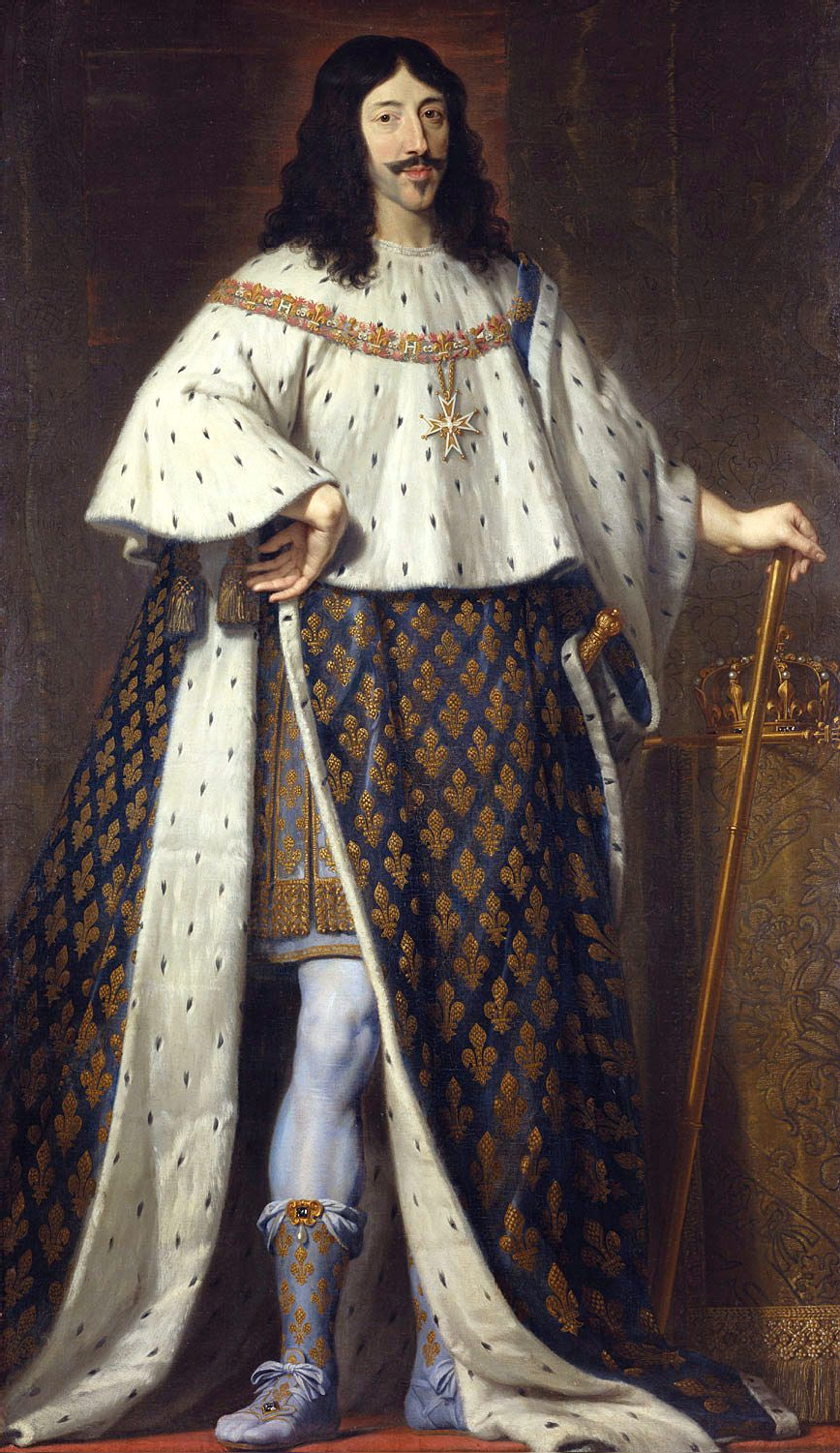
Ludovic al XIII-lea al Franței în haine de încoronare, c. 1622–1639, Colecția Regală⁠(d)
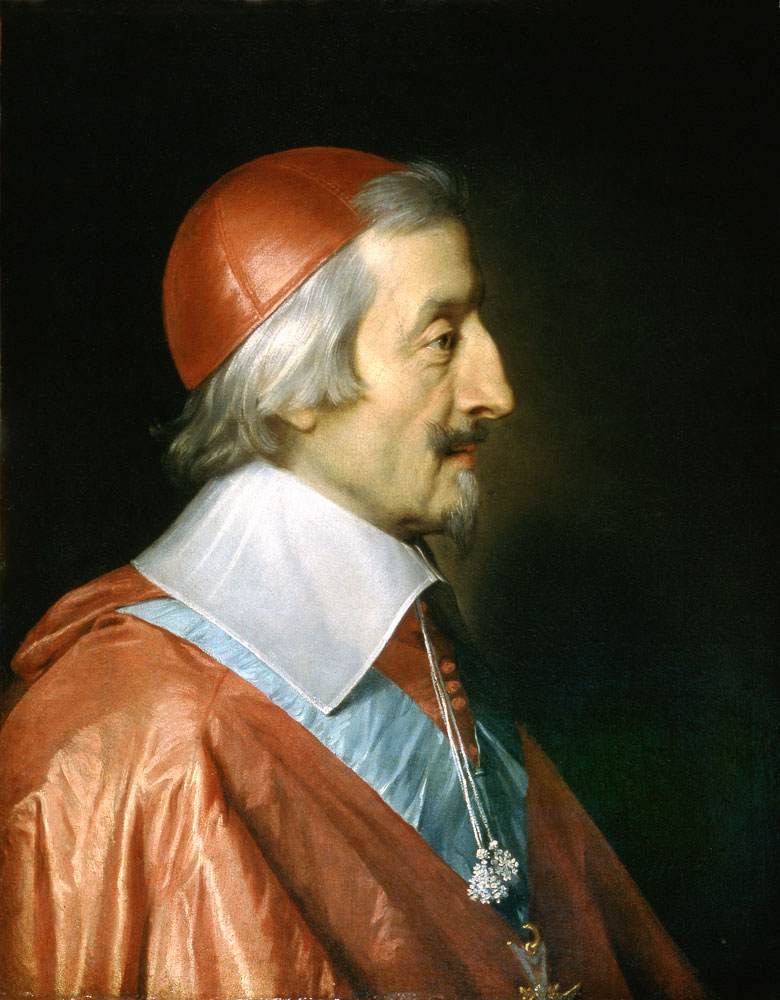
Portretul cardinalului Richelieu⁠(d), 1642, Musée des Beaux-Arts din Strasbourg⁠(d)
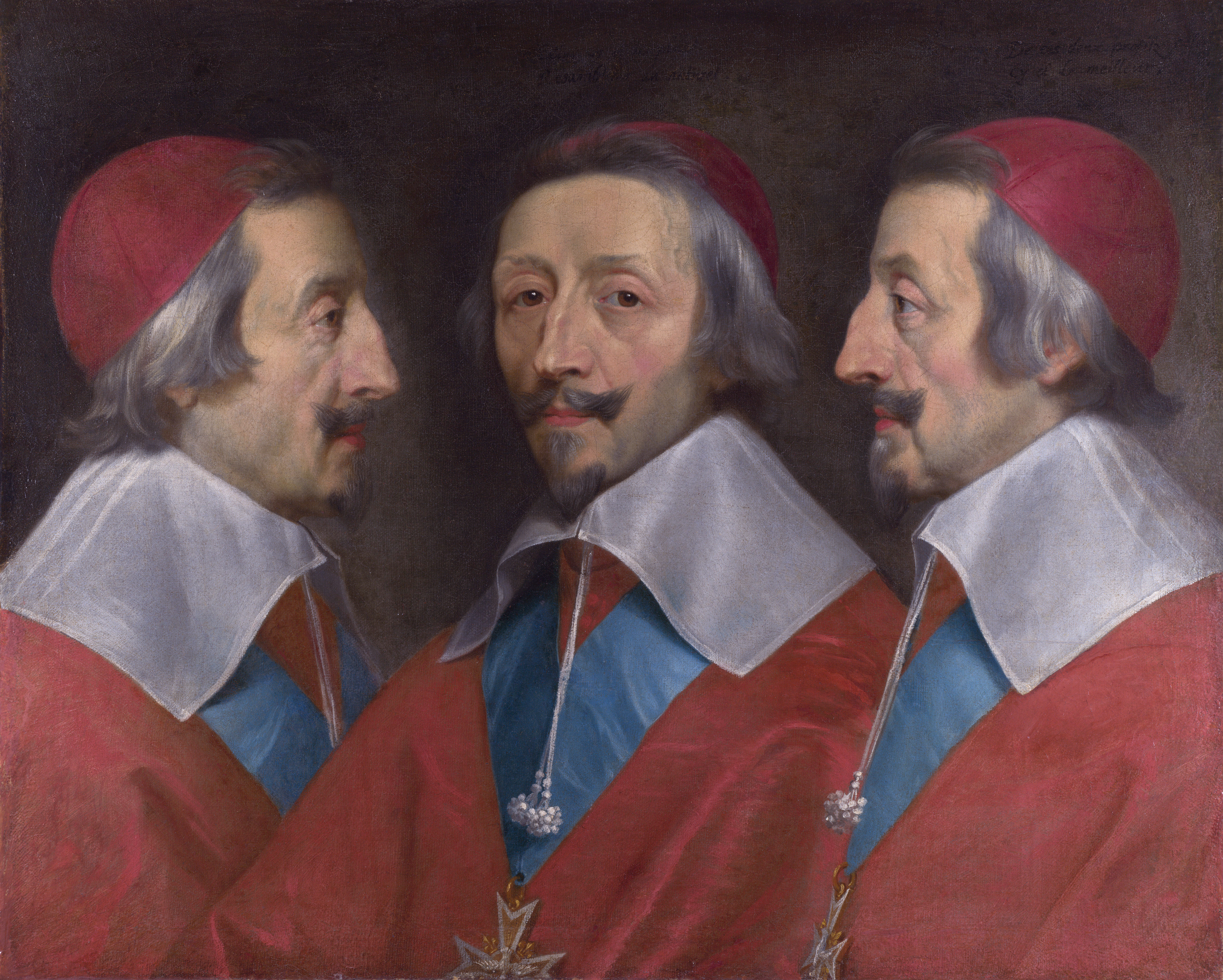
Portret triplu al cardinalului de Richelieu⁠(d), c. 1642, National Gallery, Londra
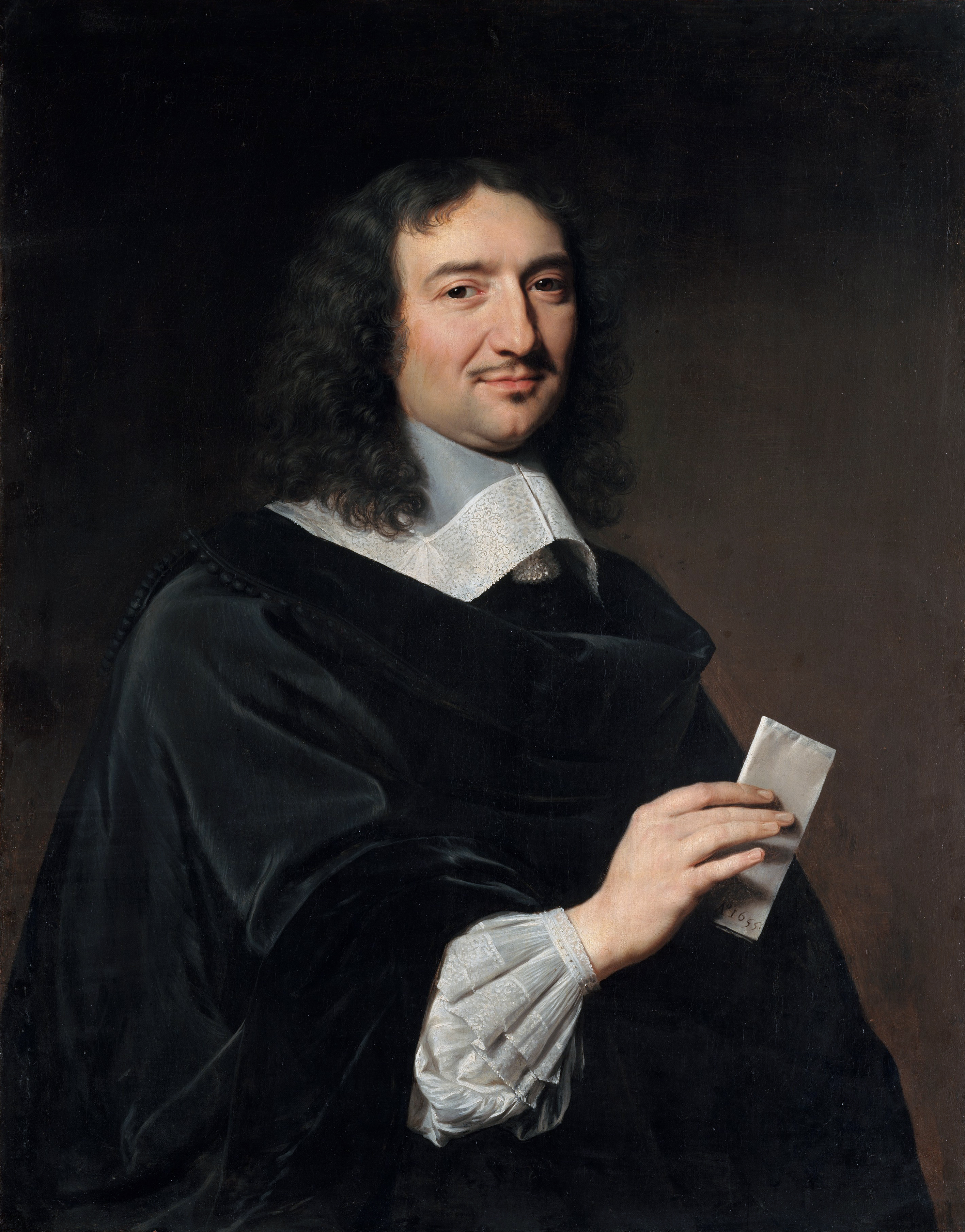
Portretul lui Jean-Baptiste Colbert, 1666
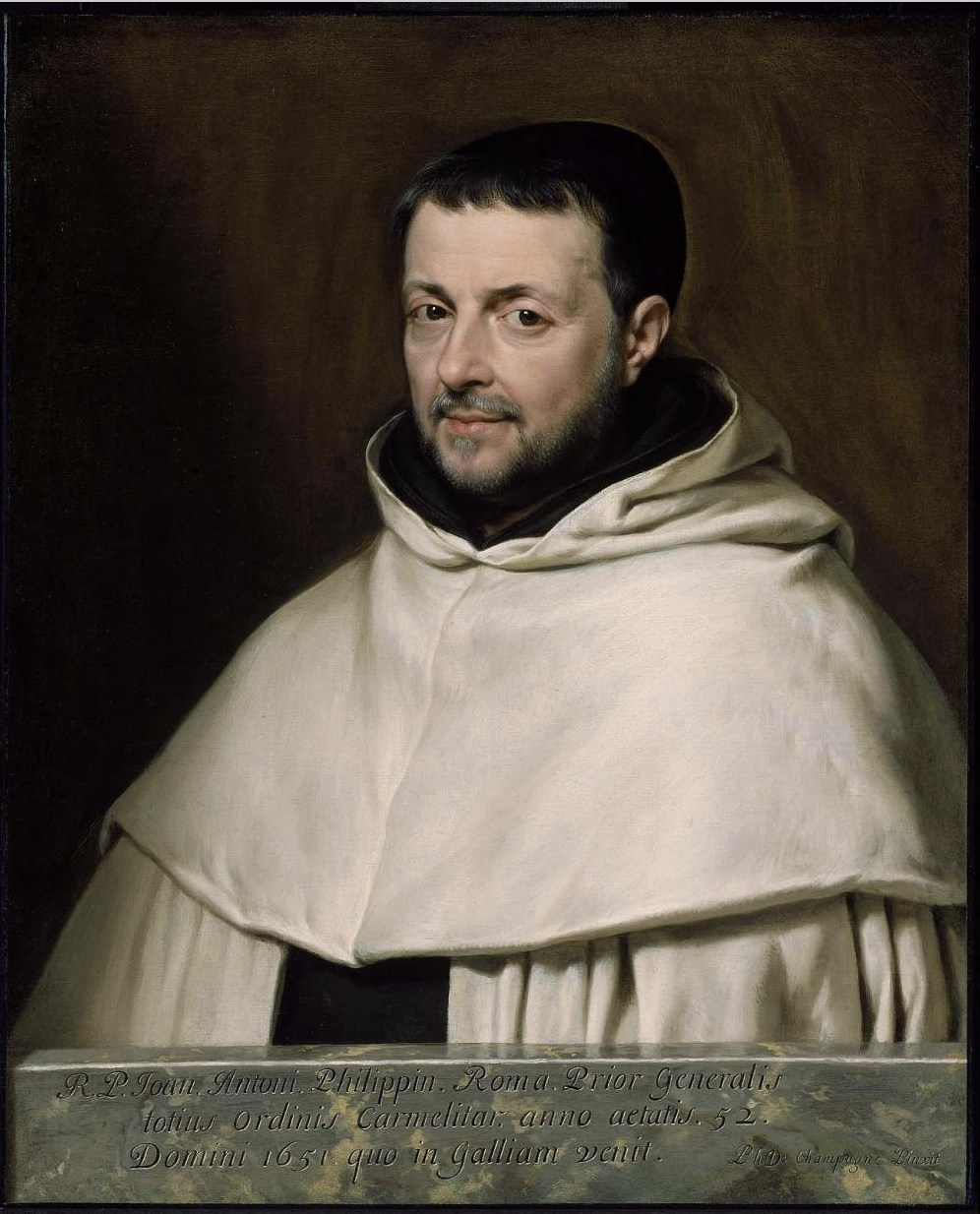
Cuviosul Părinte Giovanni Antonio Philippini (1651) Muzeul de Arte Frumoase, Boston⁠(d) ( 1993.35 )
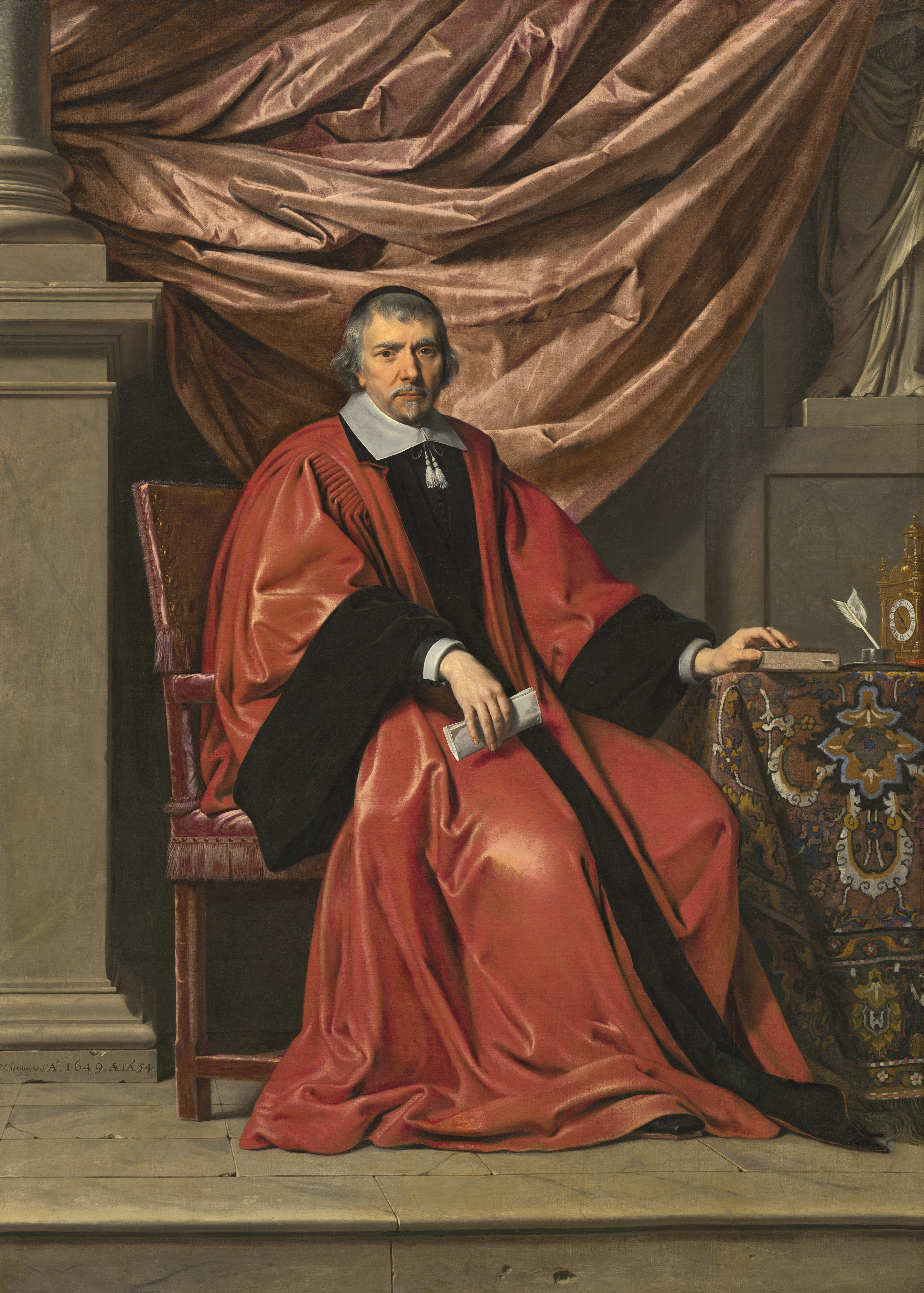
Portretul lui Omer Talon, 1649
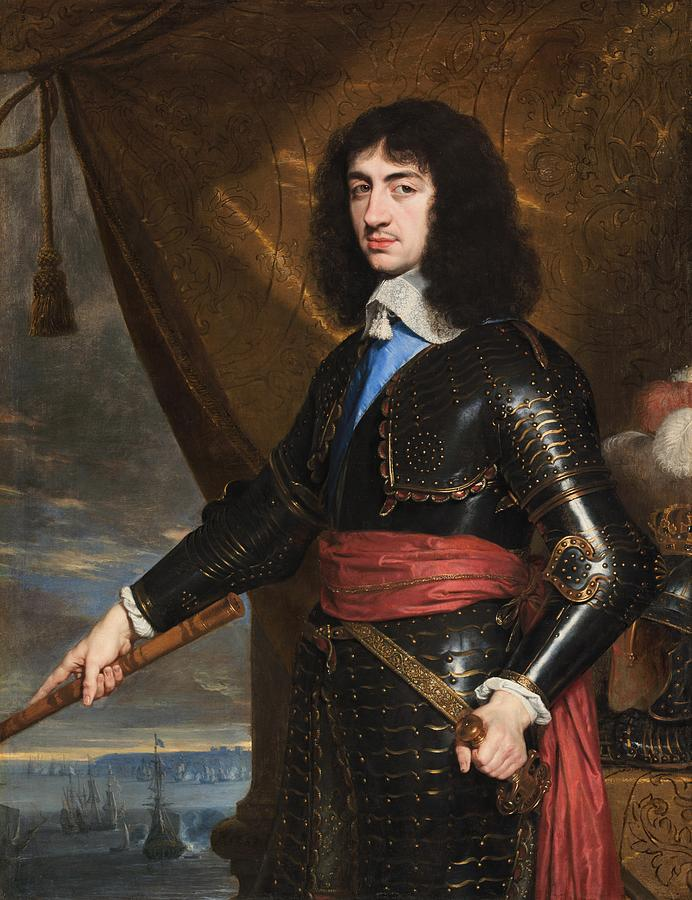
Carol al II-lea al Angliei, 1653
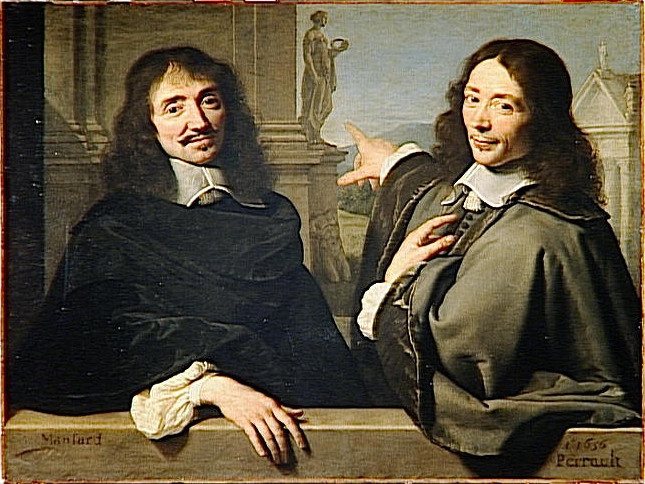
Portret dublu al lui François Mansard și Claude Perrault⁠(d), secolul al XVII-lea, atribuit

## Referințe

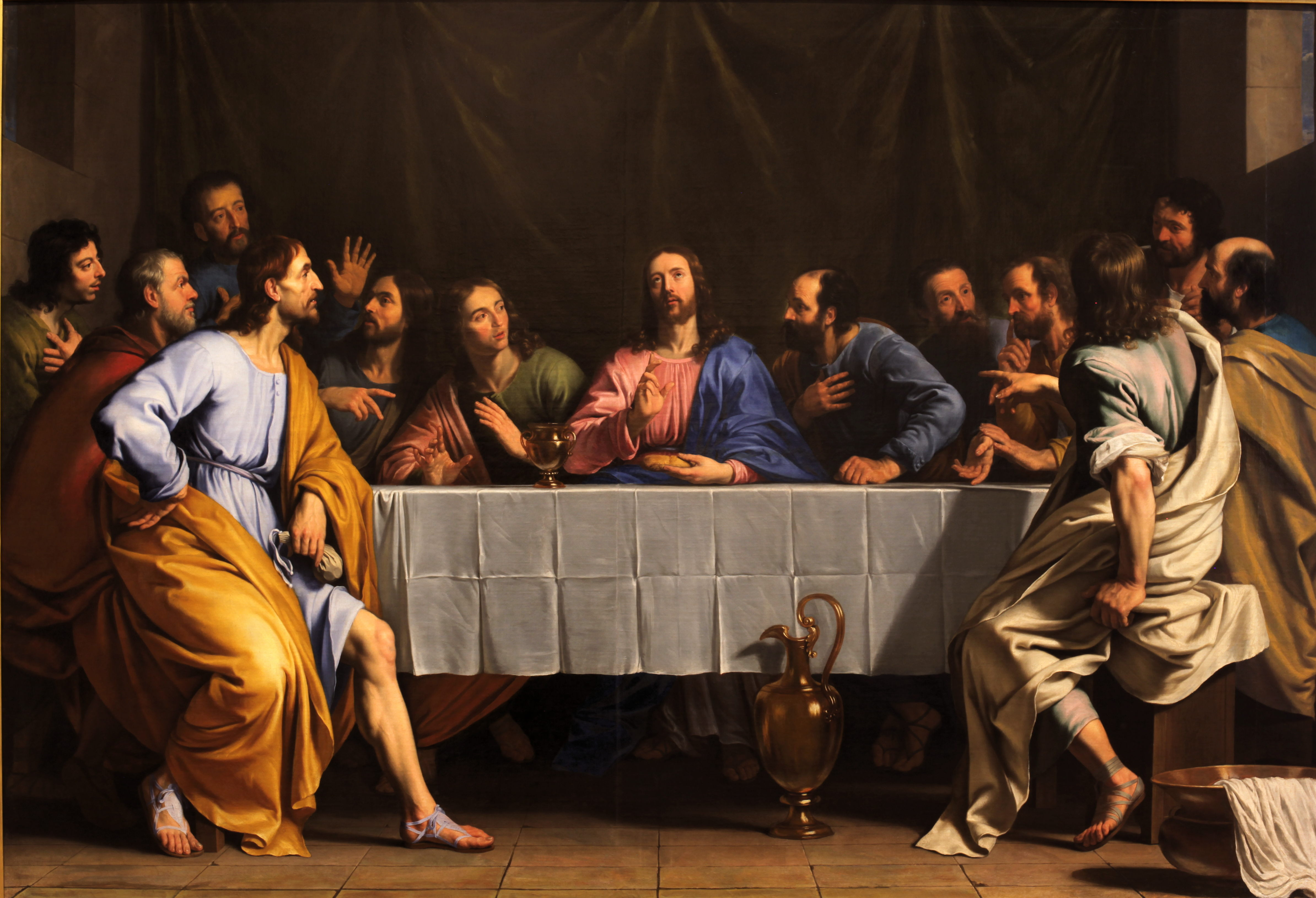
Cina cea de Taină, Muzeul de Arte Frumoase din Lyon